# End of the World (album Aphrodite's Child)
End of the World è il primo album del gruppo musicale di rock progressivo greco degli Aphrodite's Child, pubblicato dalla Mercury Records nell'ottobre del 1968. Il disco fu registrato allo Studio Polydor di Parigi, Francia.

## Tracce
Brani composti da Evangelos Papathanassiou e Boris Bergman, eccetto dove indicato
Lato A
1. End of the World – 3:13
2. Don't Try to Catch a River – 3:38
3. Mister Thomas – 2:45
4. Rain and Tears – 3:10 (Johann Pachelbel, arrangiamento di Boris Bergman e Evangelos Papathanassiou)
5. The Grass Is No Green – 6:05

Lato B
1. Valley of Sadness – 3:13
2. You Always Stand in My Way – 3:55
3. The Shepherd and the Moon – 3:02
4. Day of the Fool – 5:26

## Formazione
- Demis Roussos - voce solista, chitarra acustica, chitarra elettrica, basso, bouzouki
- Vangelis - tastiere, percussioni, vibrafono, flauto, accompagnamento vocale
- Loukas Sideras - batteria, percussioni, chitarra, accompagnamento vocale

Ospite
- Claude Chauvet - voce aggiunta (brani: End of the World e Rain and Tears)